# Folklore Fellows’ Communications
Folklore Fellows’ Communications (FFC) ist der Titel einer seit 1910 von der Finnischen Akademie der Wissenschaften edierten Reihe für Folkloristik. Als Instrument der internationalen Erzählforschung dient sie vor allem dazu, Typen- und Motiv-Verzeichnisse (insbesondere für Märchen und Sagen) zu veröffentlichen. Bis 2010 lagen insgesamt 300 Bände vor. 

## Geschichte
Im Jahre 1907 wurden die FFC von Kaarle Krohn und Axel Olrik ins Leben gerufen. Am Anfang lag die Herausgabe in der Hand des internationalen Forscherbunds der Folklore Fellows in Helsinki, welcher jedoch nur bis 1911 bestand. Man verfolgte zweierlei Absichten, erstens die Bereitstellung folkloristischen Materials für Erzählforscher. Zweitens: diese darin zu unterstützen, ihre wissenschaftlichen Forschungsresultate in einer leicht zugänglichen Sprache zu publizieren – bis 1967 erschienen die meisten Bände auf Deutsch. Die mit Abstand produktivsten Mitarbeiter waren Antti Aarne mit 20 und Kaarle Krohn mit 17 Erscheinungen.

## Primärliteratur
- Axel Olrik: Dansk Folkemindesamling (DFS). The National Collection of Folklore in Copenhagen. Helsinki 1910 (Folklore Fellows’ communications 1)
- Astrid Lunding: The System of Tales in the Folklore Collection of Copenhagen. Helsinki 1910 (Folklore Fellows’ communications 2)
- Antti Aarne: Verzeichnis der Märchentypen. Helsinki 1910 (Folklore Fellows’ communications 3)

## Sekundärliteratur
- Juha Pentikäinen: Folklore Fellows Communications. In: Enzyklopädie des Märchens Bd. 4 (1984), Sp. 1403–1405